# RealSports Baseball
A RealSports Baseball (más címen Super Baseball vagy egyszerűen Baseball) 1982-es baseball-videójáték, melyet az Atari, Inc. fejlesztett és jelentetett meg, eredetileg Atari 2600-ra. A játékot később Atari 5200 és 7800 platformokra is átírták, illetve az Atari 8 bites otthoniszámítógép-család tagjaira is készülőben volt egy változata, amely azonban sosem jelent meg.
A játékot a RealSports sorozat tagjaként, a Mattel egy agresszív marketingkampányának válaszaként jelentették meg. A játék Atari 5200-verziója a kortárs és retrospektív elemzések szerint is pozitív kritikai véleményben részesült. A játékot az Atari SA, annak szellemi jogtulajdonát megöröklő vállalat több alkalommal is újra megjelentette.

## Fejlesztés
A játék a RealSports márkanév alatt Atari 2600-ra megjelent sportjátéksorozat tagja, melynek a korábban forgalomba hozott epizódjai között szerepel a RealSports Football, a RealSports Volleyball és a RealSports Soccer. A sorozat a Mattel Electronics agresszív marketingkampányának válaszaként fogant meg, melyben George Plimpton sportújságíró a grafikailag és játékmenetben elavult Atari 2600-sportjátékokat, köztük az Atari 1978-as Home Run című baseballjátékát hasonlítja össze az Intellivision-párjukkal.
A játék eredetileg RealSport Baseball címmel megjelent változata több szoftverhibát is tartalmaz, melyek lelohasztják a játékmenet minőségét. Ennek okán később, 1989 márciusában Super Baseball címmel megjelent egy javított kiadása, melyben kijavítottak néhány, de nem az összes hibát. A Super Baseball ezek mellett kisebb grafikai fejlesztésekkel is rendelkezik. Az 1983-as nyári Consumer Electronics Shown egy a végül soha meg nem jelent „Voice Controller” hangvezérlő eszköz támogatásával rendelkező 2600-verziót is bejelentettek 1983. októberi megjelenéssel. Ebben a verzióban a dobó-, az ütő- és a védőjáték a hagyományos joystickkel lett volna vezérelhető, hangparancsokkal kizárólag a bázisokra lehetett volna dobni a labdát.
Az Atari 5200 és az Atari 7800 platformok megjelenésével új verziókat fejlesztettek a játékból ezekre. A RealSports Baseball 5200-változatának munkálatait Jim Andreasen kezdte meg, rögtön az után, hogy befejezte a RealSports Football fejlesztését, azonban később kiégésre hivatkozva félretette a projektet. Ez után Keithen Hayengára osztották ki a játék befejezését, aki mivel nem volt megelégedve annak grafikájával úgy döntött, hogy teljesen elölről kezdi a projektet. A bírói hangok implementálása érdekében engedélyezték neki, hogy további 8 kilobyte ROM-tárhelyet alkalmazzon, melynek felét inkább további játéklogikához használta fel. Andreasen később segített befejezni a játékmenet programozását. A játékot gépi kódban írták. Az Atari 8 bites otthoniszámítógép-család tagjaira is készülőben volt egy átirat, azonban az Atari leállította annak fejlesztését, azonban évtizedekkel később kikerült a játék prototípusa az internetre. A vállalat annak reményében állította le a számítógépes verziót, hogy a játéknak köszönhetően több 5200-rendszert tudnak majd értékesíteni. A játékot széleskörűen szerepeltették az 5200 reklámkampányai során, hogy ezzel elősegítsék a rendszer eladásait. Az 5200-verzió az első olyan beszédhanggal rendelkező videójáték, amely a beszédszintetizációhoz nem igényel különálló hardveres kiegészítőt.
Az Atari 7800 jelentősen fejlettebb grafikai hardvere ellenére a játék 7800-verziója az 5200-kiadástól gyengébb grafikával és hangzással rendelkezik. Ezek mellett maga a játékmenete is limitáltabb, illetve általánosságban több szoftverhibát tartalmaz.
A játék eredeti, a 2600-kiadáshoz használt borítóját Michel Allaire tervezte, míg az 5200-verzióhoz használt borítót D. Smith rajzolta. A 7800-változat a 2600-kiadás borítórajzát használja. Warren Chang alkotta meg a 2600- és az 5200-kiadások használati utasításaiban használt rajzokat. A játék 1982-es televíziós marketingkampányában  Billy Martin Oakland Athletics-vezetőedző szerepel.

## Játékmenet

Képernyőkép az Atari 5200-verzióból. A kék csapat ütőjátékosa elütötte a labdát, a piros csapatot vezénylő játékos a balkülsőt irányítja, amit annak eltérő sprite-ja jelez. Felül a line score, a számláló és az outok száma látható

Ebben a játékban az Atari számos ponton továbbfejlesztette a Home Runt, az előző 2600 platformra megjelent baseballjátékát; így látható a baseballpálya, lehetőség van fly-ballok ütésére, a bázisfutók kikényszerítésére, illetve számos további hagyományos baseballmozdulatra. A játékosok a joystick segítségével kiválaszthatják, hogy az ütőjátékosuk milyen suhintást hajtson végre, így lehetőség van a pöcizésre, gyorsan földet érő, illetve égbeszökő labdák ütésére is. A játék 2600- és 5200-verziója négy játékvariációval rendelkezik; a játékos választhat az egy- és kétjátékos módok között, valamint azt is megadhatja, hogy az ütőjátékosok bármelyik labdát el tudják ütni vagy csak azokat, melyek az ütőzónán belül vannak. Az Atari 5200-verzióban egy elektronikus bemondó hangja kíséri az eseményeket.

## Fogadtatás
Az Electronic Games magazin 1983 augusztusi lapszámában a RealSports Baseball eredeti verziójáról írt elemzésében Bill Kunkel dicsérte a játékot, pozitívan összehasonlítva azt a Home Runnal, megjegyezte, hogy „A RealSports Baseballnak köszönhetően az Atari 2600-tulajdonosok végre kaptak egy játékot, amit imádhatnak.” A Vidiot magazin 1983. augusztusi–szeptemberi lapszámában közzétett elemzésében negatív véleménnyel volt a 2600-verzióról, kiemelve, hogy a játék „sokkal jobb, mint a Home Run, de nem sokkal élethűbb”. Az 1984-ben megjelent Book of Atari Software című könyv szerzői szerint a RealSports Baseball 2600-kiadása „nem a legjobb baseballjáték”, azonban „rendkívül játszható” és „egyáltalán nem csalódást keltő kazetta”, a játékra végül B összpontszámot adtak. A Video and Computer Gaming Illustrated 1984 januári lapszámában közzétett elemzésben a játékot egy olyan címnek írták le, amely „lehetőséget ad arra, hogy stratégikusan játssz”. 1984 márciusában a Video and Computer Gaming Illustrated  szerkesztői a „Legjobb 2600-sportjáték” kategóriában a Vista díjat is megszavazták a játéknak, a program a díjon a Super Challenge Baseballal osztozott.
Kunkel az Electronic Games magazinban 1984 májusában közzétett elemzésben pozitív véleménnyel volt az 5200-verziórol, a játékot a „határozottan bombasiker” jelzővel írta le. Egy 1984 júliusában ugyanabban a publikációban közzétett baseballjátékokat összehasonlító szócikkben a RealSports Baseball 5200-verziójának feljavított irányítását és hanghatásait külön dicsérték. Az 5200-verzió a The Video Game Update/Computer Entertainer magazin év végi díjátadóján is elnyerte a legjobb sportjátéknak járó díjat, a Star League Baseballal közösen. A 2600-verzió dicséretet kapott a „Legjobb sportvideójáték” kategóriában az 1984-es Arkie Awardson, míg az 5200-átirat az 1985-ös Arkie Awardson részesült dicséretben.
Az Atarian magazin 1989. májusi–júniusi lapszámában a Super Baseball című feljavított 2600-kiadásról közzétett elemzésében John Jainschigg pozitív véleménnyel volt a játékról, azt „lenyűgöző szimulációnak” nevezte.
A 2007-ben megjelent Classic Home Video Games, 1972–1984: A Complete Reference Guide című könyvben Brett Weiss az eredeti RealSports Baseballt negatívan fogadta, elsősorban a szoftverhibák miatt. Weiss a később megjelent Super Baseball-verziót már pozitívabban értékelte, mivel ebben néhány hibát kijavítottak. A RealSports Baseball Atari 5200-verzióját pozitívan fogadta Weiss, aki szerint az „a Pete Rose Baseballal vetélkedik a valaha volt legjobb, Atari-rendszerre megjelent baseballjátékának címéért”. Kieren Hawken a 2021-ben megjelent The A–Z of Atari 8-bit Games: Volume 4 című könyvben dicsérte a játék „színdús és jól animált” grafikáját és a „nagyon jó” hangeffektjeit és hangzását, a játékra 7/10-es pontszámot adott.
Az 5200-verzió a rendszer egyik legnépszerűbb játéka lett, még az után is kapott egy újranyomást, miután az Atari leállította az új 5200-játékok fejlesztését.

## Utóélet
A játék szellemi jogtulajdona átszállt a Hasbro Interactive-ra, majd 2001-ben az Infogrames felvásárolta a vállalatot és később felvette az Atari SA nevet. A játék 2600-verziója helyet kapott a 2005-ben az Infogrames által megjelentetett Atari Anthology gyűjteményen. 2011-ben az Atari Flashback 3-ra, a Flashback-konzolsorozat első AtGames által gyártott tagjára is felkerült. A játék 2021-ig az összes rákövetkező Flashback-konzolon is helyet kapott, így szerepel a Flashback 4-en, az 5-ön, a 6-on, a 7-en, a 8-on, a 9-en és a X-en is.

## Fordítás
- Ez a szócikk részben vagy egészben  a   RealSports Baseball című angol Wikipédia-szócikk ezen változatának fordításán alapul.  Az eredeti cikk szerkesztőit annak laptörténete sorolja fel. Ez a jelzés csupán a megfogalmazás eredetét és a szerzői jogokat jelzi, nem szolgál a cikkben szereplő információk forrásmegjelöléseként.